# Nhĩ Đông Thăng
Nhĩ Đông Thăng (tiếng Anh: Derek Yee Tung-sing, tiếng Trung: 爾冬陞, sinh ngày 28 tháng 12 năm 1957) là một nam nhà làm phim kiêm cựu diễn viên người Hồng Kông. Với sự nghiệp trải dài hơn 40 năm kể từ khi còn là diễn viên, ông đã từng hai lần giành giải thưởng điện ảnh Hồng Kông cho các hạng mục Đạo diễn xuất sắc nhất và Kịch bản xuất sắc nhất. 
Ông hiện là chủ tịch của Hiệp hội giải thưởng điện ảnh Hồng Kông từ năm 2017.

## Tiểu sử
Nhĩ Đông Thăng sinh ra tại Cửu Long, Hồng Kông thuộc Anh vào ngày 28 tháng 12 năm 1957, và lớn lên tại Cửu Long Trại Thành. Cha ông là Nhĩ Quang (1914–1974), một nhà sản xuất phim người gốc Thiên Tân từng tham gia sản xuất nhiều bộ phim của Thiệu thị huynh đệ, còn mẹ ông là Hồng Vy (1918–2011), một nữ diễn viên mang hai dòng máu dân tộc Mãn và Mông Cổ. Ngoài ra, ông có hai người anh cùng cha khác mẹ là hai diễn viên Tần Bái và Khương Đại Vệ.